# (100455) 1996 SB6
(100455) 1996 SB6 es un asteroide perteneciente al cinturón de asteroides, descubierto el 18 de septiembre de 1996 por el equipo del Beijing Schmidt CCD Asteroid Program desde la Estación Xinglong, Hebei, China.

## Designación y nombre
Designado provisionalmente como 1996 SB6.

## Características orbitales
1996 SB6 está situado a una distancia media del Sol de 2,562 ua, pudiendo alejarse hasta 2,882 ua y acercarse hasta 2,242 ua. Su excentricidad es 0,124 y la inclinación orbital 2,770 grados. Emplea 1498 días en completar una órbita alrededor del Sol.

## Características físicas
La magnitud absoluta de 1996 SB6 es 15,5.